# 189944 Leblanc
189944 Leblanc este un asteroid din centura principală de asteroizi.

## Descriere
189944 Leblanc este un asteroid din centura principală de asteroizi. A fost descoperit pe 3 octombrie 2003 la Wrightwood de James Whitney Young. Asteroidul prezintă o orbită caracterizată de o semiaxă mare de 3,18 ua, o excentricitate de 0,05 și o înclinație de 10,9° în raport cu ecliptica.